# Шабранский, Абрам Иосиф
(Абрам) Анто́ний Ио́сиф Шабранский (пол. Antoni Józef Szabrański; 1801—1882) — польский юрист, писатель

, переводчик, издатель и редактор.

## Биография
Абрам Иосиф Шабранский родился 9 июня 1801 года в городе Ловиче в Царстве Польском. По окончании среднего образования в Калише, поступил на юридический факультет Варшавского Александровского университета, курс которого и окончил со степенью магистра прав. Он принадлежал к академическому патриотическому обществу и, опасаясь быть арестованным царской полицией, вынужден был уехать во Вроцлав, где затем слушал лекции по истории немецкой литературы во Бреславльском университете.
С юных лет А. Шабранский с интересом и любовью занимался литературой, и ученические его произведения были изданы в Бреславле в двух томах ещё в 1826 году. 

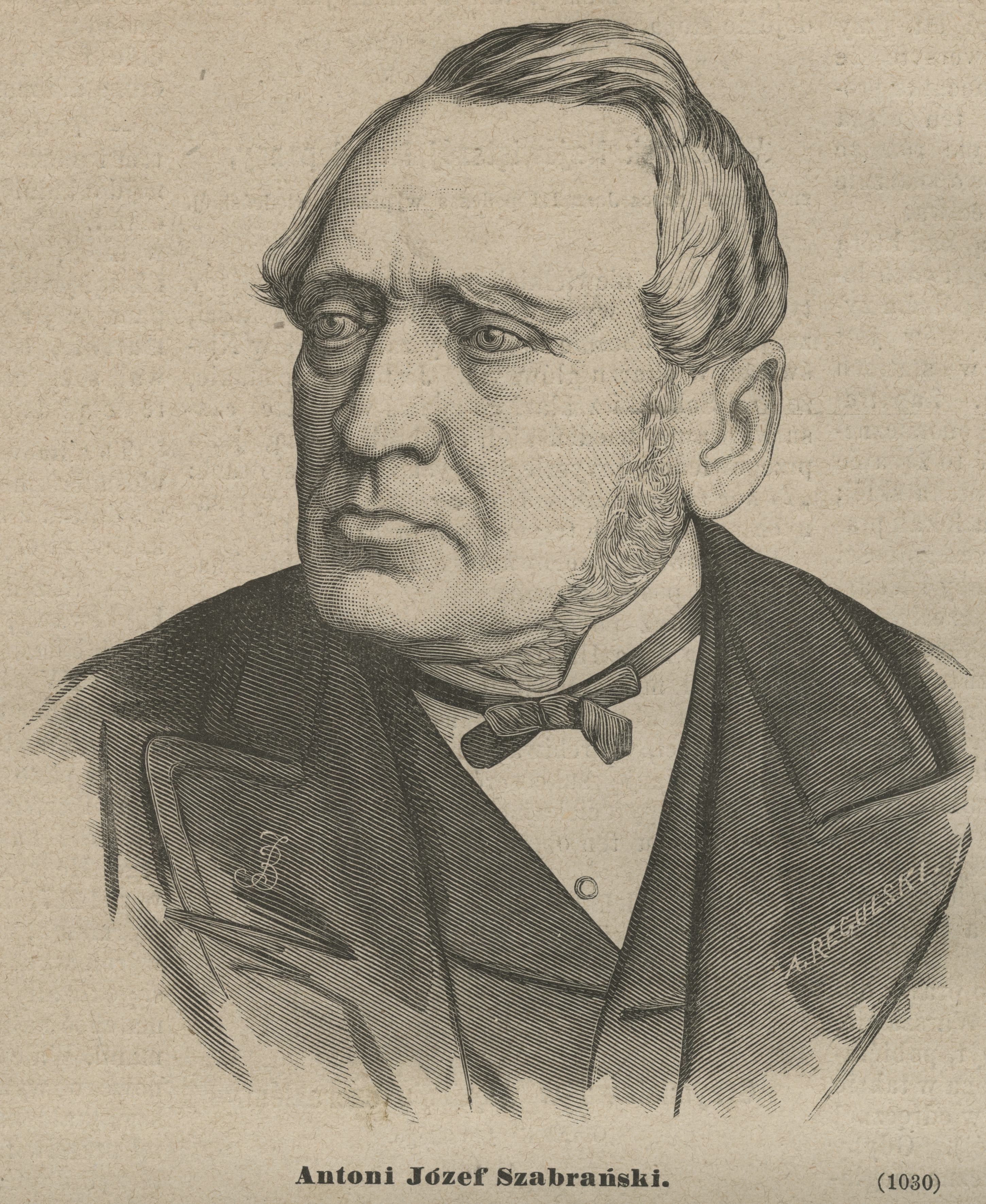
А. И. Шабранский

Некоторое время Абрам Иосиф Шабранский находился на военной службе, а в 1832 году поступил в судебное ведомство и вскоре достиг в нем должности апелляционного судьи.
Одновременно с этим А. И. Шабранский писал небольшие произведения, которые помещал в различных польских литературных сборниках.
В 1836 году он стал издавать журнал «Панорама литературы местной и заграничной» («Panorama literatury krajowej i zagranicznej»), для которого приготовил свои переводы «Фауста» и «Ифигении» Гёте, но на шестом выпуске вынужден был прекратить издание, из-за ряда возникших трудностей.
Приняв на себя должность редактора польского «Всеобщего дневника», Абрам Иосиф Шабранский руководил им в течение двух лет. В 1840 году он предпринял вместе с другими лицами издание «Варшавской библиотеки» и первые два года принимал самое близкое участие в редактировании этого журнала.
Достигнув в 1843 году звания председателя департамента Варшавского апелляционного суда, Шабранский должен был на некоторое время прекратить занятия литературой, но с 1864 года он вновь стал деятельным администратором и сотрудником «Варшавской библиотеки».
В 1874 году, ввиду сильного расстройства здоровья, А. И. Шабранский вышел из состава редакции, оставил и службу по судебному ведомству, и всецело отдался предпринятому им переводу «Песни о Нибелунгах» и окончанию «Истории немецкой литературы XVIII века». Последний труд вышел в польской столице в 1876 году.
Абрам Иосиф Шабранский скончался 11 мая 1882 года в городе Варшаве.